# Sultan Duzelbajev
Sultan Duzelbajev (kazakiska: Султан Дузелбаев), född 12 mars 1994, är en kazakisk bågskytt. Han deltog vid olympiska sommarspelen 2016.